# Економічна складність
Коефіцієнт Економічної Складності (англ. Economic Complexity Index, ECI) -  цілісний показник, що характеризує складність і диверсифікованість експортованих товарів країни. Він створений для опису всієї економічної системи в цілому, а не суми окремих його показників. КЕС прагне пояснити знання, накопичені населенням країни і те, як вони виражені в промисловому складі країни.

Коефіцієнт економічної складності для Ірана (1964–2014)

## Історія
КЕС був розроблений Сезарем А. Ідальго з медіа-лабораторії МТІ і Рікардо Хаусманом з Гарвардської школи Кеннеді. Початкове формулювання Коефіцієнта економічної складності було представлено в PNAS у 2009.

## Формулювання
У своєму строго математичному сенсі, КЕС визначається як власний вектор матриці, яка пов'язує країни одну з одною, яка є проєкцією матриці, що зв'язує країни з товарами, які вони експортують. Оскільки КЕС вивчає інформацію про диверсифікованність всередині країни і поширенність продуктів, він здатний визначити розмір економічної складності, яка містить інформацію як про різноманітність експорту країни, так і про її складності. Наприклад, Японія і Німеччина, з високими показниками КЕСа, експортують безліч товарів з малою поширенностью і які виробляються країнами з високодіверсіфіцірованную економікою, що вказує на складність і різноманітність економік цих країн. Країни з низьким КЕСом, як, наприклад, Ангола або Замбія, експортують тільки кілька продуктів, які, відповідно, мають високу поширеність і експортуються країнами, які не обов'язково повинні бути високодіверсіфіцірованнимі, вказуючи, що ці країни мають невисоку складність економіку і мале різноманітність товарів, що експортуються.

## Користь
Ідальго і Хаусманн розглядають КЕС не лише як описовий показник, але і як інструмент прогнозування економічного роста. Відповідно до статистичних моделей, представленими в Атласі економічної складності (2011),  КЕС є більш точним провісником ВВП на душу населення, ніж індекс глобальної конкурентоспроможності, людский капітал і традиційні способи управління.